# 关周光
关周光（1907年1月—1986年9月14日），曾用名关因、关曼、关宗道、关拱三等，山西省芮城县陌南镇人，中华人民共和国政治人物。

## 生平

### 第一次国共内战
1923年夏，考入太原市阳兴中学。五四运动后，他在傅茂功等人的影响下，参加学生运动。1926年，任阳兴中学区分部常务委员，从事地下活动。1927年3月，加入中国共产党。不久担任阳兴中学第一任党支部书记。国民党发动清党后，阎锡山在山西响应并大批屠杀共产党人。中共山西省委决定关周光等8名被通缉的重要共产党人转赴武汉。是年夏，汪精卫在武汉发动七一五事变，中共地下党指示关周光等到山西农村组织农民运动。随后他组建了中共丙城支部并任支部书记。同年秋，山西省委决定建立中共荷城县委，他任县委书记。1927年底，阎锡山在山西建立清党委员会，关周光被列为河东一带首名“要犯”，随后他被迫撤离山西。
1930年5月，蒋介石、冯玉祥、阎锡山在中原混战。关周光参加了冯玉祥部队，先后任营书记、团文化教官等职，并利用职务之便进行兵运。1932年，关周光联络92旅4团3营营长张贞样等人拟组织4团兵变，但因张贞样被撤职末果。1933年，关周光、崔济民又在93旅策划兵变，因计划暴露被迫撤离。1936年春，他在好友祝更生介绍下，到卢氏县朱阳关小学任教。

### 抗日战争
1937年春，接任朱阳关小学校长。之后，他陆续聘请了崔济民等教师，发动群众和开明士绅成立“抗敌后援会”，并发表《告全县同胞书》。并领导马振川、祝永曾等十余名学生到三原与延安抗日育训班学习。1938年夏，因国民党势力介入，被迫离开卢氏县前往灵宝，并和中共豫西特委取得了联系。同年10月，主持中共灵宝县委工作。1939年春，豫西省委任命其为灵宝县委书记。同年7月，又任命其为陕灵地委书记，全面负责灵宝、陕县、卢氏、阂乡四县党的工作。1941年夏，因日军扫荡，关周光接到指示向延安撤退，由于日军封锁严密未果，后流浪于山西、河南一带，失去组织联系。

### 共和国成立后
1949年1月，关周光参加了中共豫西七地委在三川的整党学习。2月，他车地委指示，在陕县观音堂组建陕州中学，历任陕州专署教联主席、土改委员、三反委员、陕县人民委员会委员、陕州中学校长、陕县高中校长等职。1958年，被错划为右派。1978年的中共十一届三中全会后得以平反，恢复党籍，担任三门峡市政协副主席等职。1986年9月14日，病逝于三门峡市。